# Club Guy & Roni
Club Guy & Roni is een internationaal dansgezelschap uit Groningen. Het gezelschap is in 2002 opgericht door de choreografen Roni Haver en Guy Weizman. Club Guy & Roni heeft een vast ensemble van dansers in dienst: Camilo Chapela, Angela Herenda, Sofiko Nachkebiya, Adam Peterson, Igor Podsiadly, Jésula Toussaint-Visser en Tatiana Matveeva. Zij vormen samen met de acteurs van het NITE een interdisciplinair ensemble.   

## Geschiedenis
In 2002 richtten Weizman en Haver het internationale dansgezelschap Club Guy & Roni op in Groningen. Sinds 2009 wordt het gezelschap gesubsidieerd door het NFPK. 
Sinds 2013 heeft Club Guy & Roni een dansgroep onder zijn hoede genaamd Club Guy & Roni’s Poetic Disasters Club. Dit is een platform voor jonge, bijna en/of net afgestudeerde dansprofessionals. Hiermee wil Club Guy & Roni een platform bieden voor jonge dansers, die op deze manier kennis kunnen maken met de danswereld. Het betreft een halfjaarlijkse stage, waarna de dansers plaatsmaken voor een nieuwe groep. Sinds Club Guy & Roni in 2017 het pand deelt met het Noord Nederlands Toneel zijn er ook acteurs toegevoegd aan de Poetic Disasters Club en is dit een interdisciplinair ensemble geworden. 
In 2011 initieerde Club Guy & Roni het Duizend Dansjes Festival, om geld in te zamelen voor  het UMCG Kanker Researchfonds in Groningen. Uiteindelijk werd er € 15.140 euro ingezameld voor kankeronderzoek.
Move it! is een participatieproject uit 2011 van Club Guy & Roni en het Noord Nederlands Orkest waarbij jongeren een choreografie geleerd wordt op basis van een orkestwerk. Zes jaar later, in november 2017 hebben Club Guy & Roni en het Noord Nederlands Orkest Move It! opnieuw georganiseerd. Het project bestaat nog altijd, om het jaar wordt er een Move It! georganiseerd, de laatste editie was niet alleen in Groningen maar ook in Assen. 
Sinds 2013 organiseert Club Guy & Roni jaarlijks het Weekend Break Festival, een festival vol dans, theater, film en (live) muziek. Daarvoor zoekt Club Guy & Roni de samenwerking op met jonge, lokale makers.
Met Club Guy & Roni Invites biedt het gezelschap jongere choreografen de kans om een voorstelling te maken en te toeren. 
In 2018 startte Club Guy & Roni samen met Noord Nederlands Toneel + Asko❘Schönberg + Slagwerk Den Haag de interdisciplinaire beweging NITE. Onder de naam NITE brengen deze gezelschappen jaarlijks minstens één grote zaalproductie uit die toert door Nederland. Tijdens de eerste coronagolf bouwde het gezelschap samen met het Noord Nederlands Toneel het online theater NITEhotel, waarvoor speciale voorstellingen werden ontwikkeld. Sinds 2021 is Club Guy & Roni onderdeel van de BIS (Basis infrastructuur).
In mei, 2023, werd NNT volledig overgezet tot de naam NITE (Nationaal Interdisciplinair Theater Ensemble).

## Stijl
In hun aanpak wordt de samenwerking opgezocht met andere kunstdisciplines, zoals acteurs, schrijvers, musici en filmmakers. Alle voorstellingen worden uitgevoerd met nieuw gecomponeerde, live-muziek, waarbij slagwerkers en musici vaak ook een prominente rol spelen op het toneel. De voorstellingen van Club Guy & Roni kenmerken zich door opvallende dansers, die duidelijk van elkaar verschillen en ieder hun eigen rol vervullen in de choreografie van Roni Haver. Bij de voorstellingen wordt nauw samengewerkt met artiesten uit de muziek, film, theater en beeldende kunst. 

## Voorstellingen
Club Guy & Roni stond met diverse producties op internationale podia, onder meer in Parijs, Moskou, Hannover, Ljubljana, Mainz en Barcelona. Behalve op festivals in Madrid, Rome, Tallinn, Berlijn, Marseille en Frankfurt, speelt Club Guy & Roni ook op festivals in Nederland, zoals Oerol, Noorderzon en De Parade.
- 2011 L'Histoire du Soldat
- 2012 Midnight Rising
- 2013 Naked Lunch, i.s.m. Slagwerk Den Haag en VocaalLAB
- 2014 My Private Odyssey, i.s.m. tanzmains/ Staatstheater Mainz
- 2014 De Laatkomer, i.s.m. Noord Nederlands Toneel
- 2015 Phobia, i.s.m. EN-KNAP en Slagwerk Den Haag
- 2015 Mechanical Ecstasy, i.s.m. Slagwerk Den Haag
- 2015 Sneeuwwitje, i.s.m. Noord Nederlands Toneel
- 2016 Happiness i.s.m. Slagwerk Den Haag
- 2017 Carrousel (NITE)
- 2017 TETRIS Mon Amour
- 2018 Mechanical Ecstacy, i.s.m. Slagwerk Den Haag
- 2018 Salam (NITE)
- 2019 Brave New World 2.0 (NITE)
- 2019 LOVE, i.s.m. GöteborgsOperans Danskompani en Slagwerk Den Haag
- 2020 Before/After, coproductie Noord Nederlands Toneel, Slagwerk Den Haag en Asko❘Schönberg
- 2020 Swan Lake, coproductie Slagwerk Den Haag and Tomoko Mukaiyama Foundation, muziek door Kordz
- 2020 Swan Lake the Game, coproductie Slagwerk Den Haag en Tomoko Mukaiyama Foundation, muziek door Kordz
- 2021 Freedom, coproductie Slagwerk Den Haag
- 2022: The Underground, (NITE coproductie Noord Nederlands Toneel, Slagwerk Den Haag en Asko❘Schönberg)
- 2022: Fortune, coproductie Navdhara India Dance Theatre and Slagwerk Den Haag
- 2023: Yara's Wedding coproductie Noord Nederlands Toneel, Schauspiel Hannover,  Slagwerk Den Haag en Asko❘Schönberg
- 2023: Islands of Empathy, coproductie HIIIT
- 2024: The Underground, coproductie NITE, HIIIT en Asko❘Schönberg

## Prijzen
- 2013 Russische Golden Mask National Theatre Award in de categorie Best Ballet Master/Best Choreographer voor de in Rusland geproduceerde versie van ‘L’Histoire du Soldat’[5]
- 2013 De Zwaan voor "beste dansproductie" voor 'Midnight Rising'.
- 2013 De Wessel Gansfortprijs
- 2014 De Zwaan voor beste dansprestatie voor danser Igor Podsiadly voor zijn rol in Naked Lunch.
- 2018 Regieprijs voor Guy Weizman voor Salam